# Les J3
Pour les articles homonymes, voir J3.
Pour plus de détails, voir Fiche technique et Distribution.
Les J3 est un film français réalisé par Roger Richebé en 1945 et sorti en 1946.
Le titre de ce film (dont l'action se situe dans un milieu de lycéens) renvoie à une expression et une époque aujourd'hui lointaine : celle de l'occupation allemande et des cartes de rationnement alimentaires imposées par les autorités nazies et vichystes durant la seconde guerre mondiale. Les rations alimentaires étaient contingentées suivant un système lié à l'âge et à la profession (Jeunes, Adultes, Vieillards, Travailleurs de Force...). La catégorie J3 correspondait à l'adolescence (de 13 à 21 ans) , ce qui équivaut peu ou prou au terme "teen agers" des anglo-saxons. Un "J3" était donc, à l'époque, un synonyme d'adolescent

## Fiche technique
- Titre : Les J3
- Réalisation : Roger Richebé
- Scénario : Jean Ferry et Jean Aurenche, d'après la pièce Les J3 de Roger Ferdinand
- Dialogues : Roger Ferdinand
- Photographie : Victor Arménise
- Montage : Henri Taverna
- Musique : Henri Verdun
- Décors : Jacques Krauss
- Société de production : Films Roger Richebé
- Pays de production :  France
- Langue de tournage : Français
- Format : Noir et blanc — 35 mm — 1,37:1 — Son : Mono
- Genre : Comédie
- Durée : 85 minutes[2]
- Dates de sortie : 
  - France : 17 avril 1946

## Distribution
- Gisèle Pascal : Mademoiselle Bravard, la nouvelle professeure de philosophie
- Gérard Nery : Gabriel Lamy
- Marguerite Deval : la directrice de la pension de jeunes filles
- Saturnin Fabre : le proviseur du lycée
- Félicien Tramel : Monsieur Lamy
- Jean-Pierre Jorris : Barbarin
- Marcelle Derrien
- Gabrielle Fontan
- Danièle Delorme
- Marcel Vallée
- Albert Michel
- Léon Larive